# Djagilevo
Djagilevo è un aeroporto militare situato nei pressi della città di Rjazan', impiegato come centro di addestramento per i bombardieri strategici russi.

## Storia
Costituito il 6 luglio 1941 a Monino vicino a Mosca come 412º reggimento dell'aviazione, con bombardieri pesanti TB-7 (Pe-8), nel 1955 era una delle sole 6 basi sovietiche in grado di ospitare il bombardiere Myasishchev M-4. Il 5 dicembre 2022, la base è stata attaccata da Tupolev Tu-141 ucraini che hanno distrutto un camion di carburante, danneggiato leggermente un bombardiere Tu-22 e ucciso tre persone e ferite altre cinque.